# Ugolyakia kaluginae
Ugolyakia kaluginae (лат.) — ископаемый вид мошек, единственный в роде Ugolyakia (трибы Simuliini) из семейства Simuliidae. Меловой период (около 85 млн лет, Россия).

## Описание
Длина тела 2,4 мм, длина крыла 2,14 мм. Длина головы 0,45 мм, ширина головы 0,52 мм. Усики 10-члениковые, длина 0,37 мм.  Останки в янтаре ископаемой находки мошки были обнаружены в меловых отложениях России у берегов реки Уголяк (72º1'47.07" N, 101º19'47.53"E, Таймырский янтарь, сантон, полуостров Таймыр, левый приток Хатанги). Ранее, из таймырского янтаря (Янтардах) был найден вид Simuliites yantardakh Perkovsky and Sukhomlin, а ещё более древний вид Archicnephia ornithoraptor Currie and
Grimaldi, 2000 обнаружен в янтаре из Нью-Джерси. Видовое название U. kaluginae дано в честь диптеролога Надежды Калугиной, а родовое Ugolyakia по месту обнаружения (река Уголяк).